# Monumenti di Ancona
In questa pagina si danno notizie dei monumenti della città di Ancona, divisi a seconda della funzione da essi originariamente svolta. Dei più importanti esistono pagine apposite, alle quali si rimanda.

## Monumenti e luoghi d'interesse

### Architetture religiose
I più importanti monumenti religiosi della città sono i seguenti:
- il millenario Duomo di San Ciriaco;
- la chiesa di Santa Maria della Piazza;
- la chiesa monastica medievale di Santa Maria di Portonovo;
- la chiesa di San Francesco alle Scale, con facciata di Giorgio da Sebenico;
- la chiesa del Santissimo Sacramento;
- la chiesa del Gesù (1743), di Luigi Vanvitelli;
- la sinagoga;
- il campo degli Ebrei (XV – XIX secolo);
- la chiesa dei Santi Pellegrino e Teresa, detta degli Scalzi (XVIII secolo);
- la settecentesca chiesa di San Domenico, di Carlo Marchionni.
- la barocca chiesa di San Biagio;
- la settecentesca  chiesa di San Giovanni Battista, con facciata romanica e dipinti di Andrea Lilli e di Federico Zuccari;
- la chiesa della Santissima Annunziata, dall'interno ottocentesco, adibita al rito cristiano-ortodosso (Parrocchia di San Dasio di Durostorum);
- il portale rinascimentale della chiesa di Santa Maria della Misericordia;
- la cinquecentesca chiesa di Santa Maria Liberatrice;
- la neogotica chiesa di San Francesco d'Assisi;
- chiesa dei Santi Cosma e Damiano;
- chiesa di San Gregorio Illuminatore (già chiesa di San Bartolomeo)[1], chiusa in seguito al terremoto del 1972; dopo un lungo restauro riapre il 14 dicembre 2018;[2] ha una particolare ubicazione, in quanto è situata sopra l'anfiteatro romano);
- chiesa della Sacra Famiglia o "dei Salesiani";
- chiesa del Sacro Cuore;
- chiesa del Santissimo Crocifisso;
- chiesa di Santa Maria delle Grazie;
- chiesa di Santa Croce.

Si segnala, per motivi di completezza, la presenza di resti di edifici distrutti dalla guerra o da cambi di destinazione:
- chiesa di Sant'Agostino dal portale gotico-rinascimentale (1460) unico resto della sua costruzione
- ex chiesa di San Giuseppe degli Scolopi
- chiesa di San Pietro resti (base dell'abside)
- chiesa di San Giacomo i resti della settecentesca costruzione
- ex chiesa di San Francesco ad Alto, dal 1863 con l'ex convento ridotta in sede di un ente militare.

### Architetture civili
Le più importanti costruzioni civili dal punto di vista storico-artistico sono:
- Arco di Traiano (Apollodoro di Damasco, 115 d.C.)
- Palazzo del Senato, dalla facciata romanica del XIII secolo,
- Palazzo degli Anziani, in stile romanico-gotico su disegno di Margaritone d'Arezzo (1270), con l'imponente prospetto verso il porto e facciata principale del Seicento; nel Medioevo era sede del libero Comune; nel 2011 è tornato ad essere sede del consiglio comunale.
- Loggia dei Mercanti, con facciata in stile gotico fiorito del 1451 di Giorgio da Sebenico, con l'interno decorato nel XVI e nel XVIII secolo
- Palazzo Benincasa, in via della Loggia, opera quattrocentesca di Giorgio da Sebenico
- Palazzo del Governo, in stile rinascimentale (Francesco di Giorgio Martini, 1484), con la sua Torre civica. Dopo l'incendio del 1348 del palazzo degli Anziani qui venne trasferita la sede del Comune. Poi, dal 1532, fu sede dei governatori pontifici
- La Cittadella (Antonio da Sangallo il Giovane, 1532),
- Palazzo Ferretti, detto agli Scalzi per differenziarlo da altre proprietà della nobile famiglia anconetana, in stile tardo rinascimentale (1560) con interventi settecenteschi, sede del Museo archeologico nazionale delle Marche;
- Palazzo Mengoni-Ferretti, sorge in piazza del Papa e venne eretto a partire dal 1592. Dal 1950 ospita la Biblioteca comunale Luciano Benincasa.
- Palazzo Jona-Millo, settecentesco, situato all'inizio di corso Mazzini, a cui lavorò lo stesso Vanvitelli
- Lazzaretto, costruito da Luigi Vanvitelli nel 1733 su un'isola artificiale pentagonale da lui stesso realizzata all'interno del porto
- Arco Clementino (Luigi Vanvitelli, 1733);
- Porta Pia (Filippo Marchionni, 1787);
- Teatro delle Muse in stile neoclassico (Pietro Ghinelli), 1822 - 1827; nel timpano bassorilievo neoclassico (Giacomo De Maria). È il massimo teatro della città, riaperto al pubblico il 13 ottobre 2002;
- Mercato delle Erbe, architettura di ghisa e vetro in stile liberty del 1926, che ancora accoglie un affollato e caratteristico mercato; si affaccia sul tratto di Corso Mazzini che ospita l'altrettanto caratteristico mercato delle bancarelle;
- Monumento ai caduti, al Passetto, (Guido Cirilli, 1932);
- Monumento alla Resistenza (Pericle Fazzini, 1965);
- Monumento a Gervasoni e caduti di Monte Marino: si trova in via Gervasoni. Eretto nel 1886 per ricordare l'insurrezione dei patrioti anconetani e delle Marche, avvenuta il 12 giugno 1849, a difesa della Repubblica Romana, contro l'assedio austriaco. Grazie a questo evento Ancona è stata insignita come città decorate di medaglia d'oro come "benemerite del Risorgimento nazionale".
- Sede della Regione Marche, di Vittorio Gregotti, notevole esempio di architettura contemporanea costruita in armonia di volumi e di materiali con la vicina Cittadella.
- Palazzo Bosdari del XVII secolo, dal 1973 sede della Pinacoteca civica Francesco Podesti.
- Palazzo delle Poste (Guido Cirilli, 1926) restaurato nel 2013[3]
- Palazzo del Popolo, già del Littorio (Amos Luchetti Gentiloni, 1931) che dal 1945 al 2011 è stato sede della sala consiliare comunale; conserva la grande tela del Giuramento degli Anconitani (Francesco Podesti, 1850), la cui sistemazione definitiva, dopo il ritorno della sede del Consiglio comunale al palazzo degli Anziani, non è ancora decisa. Rimane tuttora sede del Sindaco, della Giunta e di gran parte degli Uffici comunali. Il lato destro del Palazzo ospita la Camera di Commercio, Industria, Artigianato e Agricoltura di Ancona. A parte le statue e le decorazioni architettoniche, ricorda molto il palazzo della Camera di Commercio di Messina del 1908 (Camillo Puglisi Allegra)
- Palazzo Bonarelli, in via Pio II, resti di un antico palazzo cui faceva da fondamenta e cantina parte dell'anfiteatro romano, oggi sede del Nucleo Carabinieri tutela patrimonio culturale.

Inoltre si segnala la presenza dei seguenti edifici:
- Palazzo Camerata, dimora nobiliare situata in via Fanti, con una interessante altana panoramica
- Palazzo Bonarelli, in via Pizzecolli 20, dimora gentilizia del Settecento la cui facciata è attribuita all'architetto anconetano Francesco Maria Ciaraffoni
- Villa Favorita, di influenze vanvitelliane, restaurata nel 1998 dopo decenni di abbandono ed ora sede dell'ISTAO
- Palazzo Ajò, settecentesco, all'interno del vecchio perimetro del ghetto, in via Astagno, è un esempio di dimora ebraica del ceto benestante
- Palazzo Malacari, in via Podesti, è un ottimo esempio di dimora nobile settecentesca edificata in un rione popolare
- Palazzo Cresci Antiqui, in via della Loggia, è un palazzo nobiliare settecentesco che conserva notevoli resti di epoca medievale
- Villa Ferretti, al Viale della Vittoria, fu costruita nel XVI secolo quando tutta la Piana degli Orti era fuori dalle mura e adibita all'agricoltura: era infatti dimora rustica dei conti Ferretti; è ora sede di un ristorante e di un albergo ed è attribuita al Sangallo. Comprende interessanti annessi, visibili lungo Corso Amendola, che ora ospitano strutture commerciali.

### Fortificazioni, mura e strutture militari
- tratti di mura del Duecento con Porta San Pietro, detta popolarmente Arco di Garola
- Tratti di mura del Cinquecento:
  - Bastione di San Paolo
  - Bastione di San Pietro
  - Mura delle Cavorchie, in via delle Cavorchie
  - Mura di via Santo Stefano
- Cittadella o Fortezza, del 1532
- Campo Trincerato, adiacente alla Cittadella, ora adibito a parco pubblico
- Torre di Guardia di Portonovo
- Fortificazioni napoleoniche:
  - Lunetta di Santo Stefano
  - Polveriera Beato Amedeo, all'interno del Parco della Cittadella
  - Fortino di Portonovo
  - Forte Cardeto
- Opere di fortificazione del periodo di Ancona Piazzaforte di prima classe del Regno d'Italia, tutte opere di Giuseppe Morando:
  - Nuova cinta di mura (rimangono il lungo tratto in via Circonvallazione ed altri nel Parco del Cardeto, in via Redipuglia ed in via Oslavia)
  - Caserma Villarey, riconvertita a sede della Facoltà di economia del Politecnico delle Marche (1868)
  - Forte Altavilla
  - Forte Umberto, ora Garibaldi
  - Polveriera Castelfidardo (1866)
  - Laboratorio pirotecnico (in rovina, all'interno del Parco del Cardeto)
  - Forte Scrima.
  - Cimitero di guerra: costruito nel 1944, contiene le spoglie di oltre mille soldati provenienti dal Commonwealth

- Nei dintorni sono interessanti i Castelli di Ancona.

### Le piazze, le strade e gli altri luoghi urbani più rappresentativi
- Via XXIX Settembre;
- Piazza del Plebiscito;
- Piazza della Repubblica, comunemente detta "del Teatro";
- Via della Loggia;
- Corso Garibaldi o Corso Nuovo,
- Piazza Roma, con la fontana dei Cavalli;
- Piazza Cavour (1865-1868);
- Corso Mazzini o Corso Vecchio, che comprende un tratto di origine medievale sinuoso e pittoresco ed un tratto ottocentesco, rettilineo ed occupato dal mercato di bancarelle; vi sorge la Fontana delle Tredici Cannelle, di Pellegrino Tibaldi, (1560);
- Viale della Vittoria;
- Pineta del Passetto;
- la costa rocciosa del Passetto con le caratteristiche grotte;
- via del Comune (Via Pizzecolli);
- via ad Alto, suggestiva scalinata che risale a margine del vecchio ghetto e arriva di fronte all'ex chiesa di San Francesco ad Alto;
- il belvedere di Capodimonte (nei pressi di Piazza del Forte);
- il Molo nord;
- il Ghetto ebraico;
- il Faro vecchio (1859), in un contesto panoramico e naturale davvero suggestivo
- di un certo interesse sono le pesche di Torrette, ovvero delle casette in legno sospese sul mare per mezzo di pali, che una volta servivano per la pesca di passo: versioni locali del trabucco del medio-basso adriatico.

### Porte ed archi
Diverse erano le porte che davano accesso alla città, la maggior parte sono andate nel tempo distrutte.
- Porta Pia, sicuramente tra le principali situata nel lungomare
- porta di Capodimonte (o porta Romana), costruita nel 1335 da Nicola Bonderuolo e ammodernata nella parte esterna agli inizi del Settecento. Fu principale ingresso alla città fino al 1789, anno di inaugurazione di porta Pia e venne distrutta durante la seconda guerra mondiale.
- la Portaccia, costruita nel 1629 e distrutta durante la seconda guerra mondiale, conduceva al lazzaretto di Santa Lucia
- porta San Giovanni (o della Serpe) demolita nel 1768
- porta del Calamo, costruita nel 1329 e restaurata da Filippo Marchionni nel 1769, venne poi demolita nel 1864. Si trovava nei pressi della fontana del Calamo
- porta San Pietro (arco di Garola), costruita nella prima metà del XIII secolo ed ancora attraversata dalle auto